# ابن الشباط

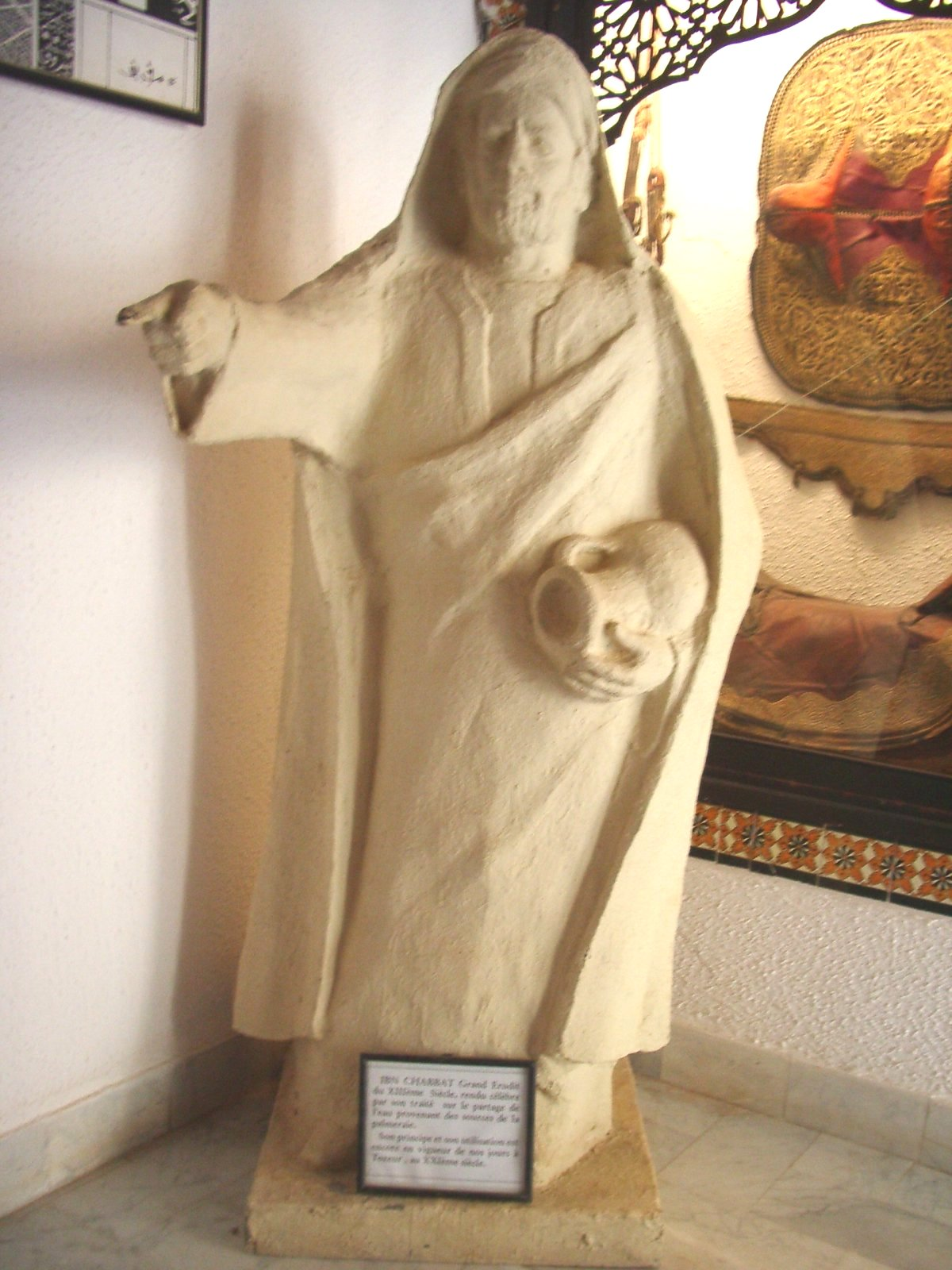
ابن الشباط في متحف دار شريط

ابن الشباط التوزري  هو محمد بن علي بن عمر المعروف بابن الشباط التوزري ويعرف بالمصري لأن أحد أجداده استوطن القاهرة زمناً. وهو العالم الرياضي والأديب المؤرخ وهو على الخصوص مهندس بارع قسّم مياه توزر على الأسلوب الذي شاهده التيجاني وذكره في رحلته وهو مشاهد إلى اليوم وبه العمل، ترجم لنفسه في شرحه لقصيدة الشقراطسي المسمى صلة السمط فقال: إن أصله من روم توزر الذين أسلموا ومَنَّ الله عليهم بهذا الدين القويم.
ولد ابن الشباط ليلة الخميس السادس والعشرين من شعبان سنة ستمائة وثمانية عشر، وتوفي سنة ستمائة وواحد وثمانين هجرية.

## مؤلفاته
- تخميس الشقراطسية
- صلة السمط وسمة المرط
- عجالة الروية في تسميط القصيدة النحوية
- العقد الفريد في تاريخ علماء الجريد
- أنيس الفريد في حلية أهل الجريد
- تحفة المسائل بمنتخب الرسائل
- الشعب الشهية و التحف الفقهية
- الغرة اللائحة والمسكة الفائحة في الخطوط الصمدية والمفاخر المحمدية
- الملقين إلى سبيل التلقين